# Centro Studi Ordine Nuovo
Il Centro Studi Ordine Nuovo fu un'associazione politico-culturale di estrema destra neofascista, fondata nel 1956 da Pino Rauti, esponente del MSI, dopo fratture createsi al Congresso missino di Viareggio nel 1954 tra la maggioranza del partito e la corrente "spiritualista". Si dissolse nel 1969, con la maggioranza che rientrò nel MSI e la minoranza che diede vita al Movimento Politico Ordine Nuovo, che sarà sciolto nel 1973 dopo una condanna in primo grado per ricostituzione del Partito Nazionale Fascista.

## Storia

### La corrente di Ordine Nuovo
Nel gennaio 1954, nel corso del IV Congresso di Viareggio, ad Augusto De Marsanich succedette come segretario del MSI Arturo Michelini. Nel corso del Congresso, Rauti, Nicosia e Erra, che erano tra i più noti rappresentanti del gruppo giovanile, proposero lo spostamento del partito su posizioni più intransigenti e la rivisitazione del fascismo in chiave più critica ricollegandosi soprattutto all'impostazione tradizionalista-spiritualista di Evola e in particolare al saggio "Orientamenti" pubblicato per la prima volta nel 1950 dalla rivista "Imperium". Dopo il Congresso di Viareggio Rauti si pose su posizioni estremamente critiche verso la nuova classe dirigente ritenendo che il partito avesse perso ogni aspirazione rivoluzionaria.

### L'uscita dal MSI
Nel novembre 1956, Arturo Michelini al V Congresso missino di Milano fu nuovamente, seppur di stretta misura, riconfermato segretario. Al fine di contrastarne l'elezione la corrente spiritualista, che ormai ha assunto il nome di "Ordine Nuovo", si presentò alleata con la sinistra missina di Ernesto Massi ma inutilmente. Rauti non accettandone ideologicamente la strategia dell'inserimento, alla guida della corrente "spiritualista" di Ordine Nuovo uscì dal MSI. Il 14 gennaio 1957 i dirigenti di Ordine Nuovo inviarono una dura lettera al segretario nazionale contestandone la linea e di fatto dando il via alla scissione. Il primo “gruppo storico” era costituito da Rauti, Clemente Graziani, Paolo Signorelli, Stefano delle Chiaie Giuliano Bracci, Paolo Andriani, Rutilio Sermonti, Bruno Acquaviva, Piero Vassallo, Silvio Adorni, Riccardo e Gastone Romani, Silvio Vitale, Nino Capotondi, Alfio Tagliavia, Stefano Mangiante, Gabriele Troilo, Antonio Lombardo, quasi tutti esponenti missini.
In seguito aderirono anche Giulio Maceratini, Gino Ragno, Marcello Perina e Adriano Romualdi (proveniente dalla Giovane Italia).

Manifesto del 1958 con l'invito a votare scheda bianca

### Il Centro Studi
Il Centro Studi Ordine Nuovo aprì la sua sede a Roma in via di Pietra quando ancora era parte integrante del MSI e in breve tempo diverse sedi in Italia, utilizzando come simbolo l'ascia bipenne. Il Centro Studi Ordine Nuovo si impegnò in attività esclusivamente culturale tenendosi anche lontano dalle competizioni elettorali.
L'impostazione data al gruppo da Rauti si discostò totalmente dalla tradizione fascista ricercando nuovi autori di riferimento anche all'estero come Corneliu Codreanu, Giuseppe Tucci, Pio Filippani Ronconi e René Guénon e iniziando ad immaginare, contrapposta alla dicotomia USA-URSS, un’"Europa Nazione".
In breve tempo l'influenza culturale di Ordine Nuovo, con la sua visione eroica ed aristocratica di impostazione evoliana esercitò una forte influenza sui giovani militanti di destra rimasti nel MSI che non rinunciarono a richiederne la partecipazione ufficiale ai Convegni del movimento giovanile come quello di Perugia del gennaio 1967 organizzato dal FUAN.
Il Centro studi nel 1966 arrivò ad avere 3.500 iscritti.

#### Il Kali Yuga
La trasformazione in Centro Studi costituiva un'applicazione letterale delle tesi di Julius Evola, che propugnavano un atteggiamento di sdegnoso rifiuto della società contemporanea, corrotta e materialista, che si trova nel periodo del Kali Yuga, termine preso dalla tradizione indiana, che indica un periodo di crisi dei valori tradizionali: appunto quello in cui il mondo si troverebbe a vivere nell'età contemporanea. Secondo la dottrina tradizionale, sarebbe impossibile operare un cambiamento radicale e permanente alla società democratica in questo momento, rendendo inutile qualsiasi impegno politico. È questa la teoria della non politica o apolitica.
A questa impostazione si deve la scelta, attuata a partire dalle elezioni politiche del 1958, di disinteressarsi totalmente delle consultazioni elettorali. Unica concessione fu fatta ai giovani guidati da Delle Chiaie che per le elezioni politiche del 1958 lanciò la campagna, per primo in Italia, a favore della scheda bianca, ma senza utilizzare la sigla di "Ordine Nuovo". Nel 1959 Delle Chiaie, in polemica con Rauti che non voleva impostare il Centro Studi come un movimento politico, uscì con un gruppo di fedelissimi, per dare vita l'anno dopo ad "Avanguardia Nazionale Giovanile".

### Rapporti con i servizi segreti
Il centro studi ebbe rapporti con altri gruppi dell'estrema estra europea, in particolare Nuovo ordine europeo, Jeune Europe, Ordre et Tradition e l'OAS, e soprattutto con i servizi segreti italiani e stranieri.
Nei primi anni fu sovvenzionato dai servizi segreti della Spagna franchista e del Portogallo di Salazar. A metà degli anni Sessanta, Ordine nuovo intensifica i legami con i servizi segreti italiani. I referenti più importanti nel mondo dell'intelligence militare fu Giuseppe Aloja, che incaricò Rauti e Guido Giannettini di scrivere un libello contro il generale Giovanni de Lorenzo, Le mani rosse sulle forze armate, e il maggiore Adriano Magi Braschi. Furono costanti anche i legami con l'Aginter Press, sedicente agenzia di stampa con sede a Lisbona, che celava una rete di spionaggio e reclutamento mercenari, in rapporto con la CIA e altri servizi occidentali. Altra fonte di sostentamento era il traffico internazionale di armi (con Paesi come la Rhodesia, il Portogallo e l'Angola) mediante la compagnia Mondial Import-Export.

Rauti con Giorgio Almirante nel 1969, in occasione del suo rientro nel MSI

Sotto il profilo operativo era strettamente collegato a organizzazioni affini dal punto di vista ideologico come La Fenice di Giancarlo Rognoni (di fatto, la filiale milanese), il gruppo bresciano di Riscossa e il gruppo di Franco Freda a Padova. Gli ordinovisti entrano a far parte di organizzazioni occulte come i Nuclei di Difesa dello Stato, una struttura segreta di civili e militari costituita in funzione anticomunista e guidata da Amos Spiazzi.

### Il rientro nell'MSI
Con l'arrivo alla segreteria dell'MSI nel 1969 di Giorgio Almirante, Rauti sciolse il Centro studi e con un gruppo di dirigenti rientrò nel partito. 
Tre ordinovisti entrarono nella direzione nazionale del Msi (Pino Rauti, Giulio Maceratini, Paolo Andriani) mentre altri 11 vennero cooptati nel comitato centrale (tra gli altri Rutilio Sermonti, Gastone Romani, Generoso Simeone, Marcello Perina, Romano Cortellacci e Paolo Signorelli).
Poco prima di rientrare nel partito, Rauti aveva scritto sul periodico "Ordine Nuovo" che «una vera avanguardia rivoluzionaria non può stare a guardare, arroccata sulle sue posizioni. La dispersione delle forze sarebbe un lusso letale». Si pone «la necessità vitale di inserirsi dalla finestra del sistema, da cui eravamo usciti dalla porta, per poter usufruire delle difese che il sistema offre attraverso il Parlamento. E quale poteva essere lo strumento di quest'inserimento se non il MSI?»»
Parte dei militanti contrari al rientro nel Msi, accusando il MSI di essere "asservito alla borghesia e all'imperialismo statunitense", il 21 dicembre 1969 diedero invece vita al movimento politico Ordine Nuovo, guidato da Clemente Graziani.

## Simbologia

Riunione del Centro Studi Ordine Nuovo. In piedi a destra Pino Rauti

Ordine Nuovo scelse come proprio simbolo l'ascia bipenne e come proprio motto il motto delle SS: "Il mio onore si chiama fedeltà".
La canzone La Vandeana, un'antica ballata controrivoluzionaria, il cui ritornello è "Spade della Vandea, falci (o asce) della boscaglia, baroni e contadini siam pronti alla battaglia" diventerà l'inno di Ordine Nuovo in piena coerenza con l'insegnamento evoliano di difesa della Francia monarchica e pregiacobina.